# Sușina, Șumen
Sușina (în bulgară Сушина) este un sat în comuna Vărbița, regiunea Șumen,  Bulgaria. 

## Demografie
Componența etnică a satului Sușina
     Turci (79,93%)
     Nicio identificare (17,55%)
     Bulgari (2,5%)
     Romi (0%)
La recensământul din 2011, populația satului Sușina era de 319 locuitori. Din punct de vedere etnic, majoritatea locuitorilor (79,93%) erau turci, cu o minoritate de bulgari (2,5%). Pentru 17,55% din locuitori nu este cunoscută apartenența etnică.